# Aulus Corneli Palma
Aulus Corneli Palma (llatí: Aulus Cornelius Palma Frontonianus) va ser un magistrat romà que sembla que procedia de Volsinii, a Etrúria. Formava part de la gens Cornèlia.
El seu primer càrrec conegut és el de legat del procònsol d'Àsia en algun moment del regnat de Domicià. Entre el 94 i el 97 comandava una legió i va ser cònsol l'any 99 amb Gai Soci Seneció, i un altre cop més tard, el 109 amb Gai Calvisi Tul·lus. Entre ambdós consolats va ser governador de la Hispania Tarraconensis l'any 101 i després de Síria, després del 104, i va conquerir la part d'Aràbia a la zona de Petra sobre l'any 105., cosa que va comportar que l'emperador Trajà li atorgués honors de triomf i li fes aixecar una estàtua al Fòrum d'August. Era tradicional enemic d'Hadrià i aquest el va fer matar quan va pujar al tron el 117.